# 热汗古丽·依米尔
热汗古丽·依米尔（1989年—），新疆阿克陶人，维吾尔族，中华人民共和国政治人物、第十二届全国人民代表大会新疆地区代表。
2013年，担任全国人大代表。